# Руденко, Любовь Николаевна
Любо́вь Никола́евна Руде́нко (22 октября 1959, Москва, СССР) — советская и российская актриса театра и кино. Заслуженная артистка РФ (2012).

## Биография
Любовь Руденко родилась в Москве в театральной семье. Мать, Дина Солдатова (1928—2018), была актрисой Московского гастрольного театра комедии, отец, Николай Руденко, выступал на сцене Театра комедии. Старшая сестра мамы, Ирина (Ираида) Солдатова (1921—2001), также была актрисой и играла в Театре Советской армии. В детстве Люба росла одарённой девочкой, училась в спецшколе с углублённым изучением французского языка, участвовала в школьных постановках. Много времени Люба проводила и за кулисами театра, а в восемь лет впервые попала на съёмочную площадку: её пригласили на главную роль в фильме по повести К. Г. Паустовского «Корзина с еловыми шишками».
После окончания школы поступила в ГИТИС на курс А. А. Гончарова, который окончила в 1981 году. После окончания института сразу же пришла в Московский академический театр имени Вл. Маяковского, которому актриса посвятила всю свою жизнь. За эти годы ею были сыграны роли во многих спектаклях.

## Семья
Отец — Николай Руденко. Мать — актриса Дина Солдатова (1928—2018).
Первым мужем был актёр Кирилл Макеенко. В этом браке у них родился сын Анатолий, артист.

## Театральные работы

### Московский академический театр имени Вл. Маяковского
- 1981 — «Ящерица» А. Володина. Режиссёр: Е. Лазарев — женщина-«скорпионка», Свекровь
- 1981 — «Жизнь Клима Самгина» М.Горького. Режиссёр: А. Гончаров — артистка варьете, Маргарита
- 1982 — «Иван-Царевич» по А. Н. Островскому. Режиссёр: Е. Каменькович — Милолика
- 1984 — «Закон зимовки» Б. Горбатова. Режиссёр: Е. Лазарев — Ксения
- 1985 — «Блондинка» А. Володина. Режиссёр: К. Гинкас — подруга хозяина
- 1985 — «Завтра была война» Б. Васильева. Режиссёр: А. Гончаров — Вера Сергунова
- 1986 — «Дневник обыкновенной девушки» Г. Гурвича. Режиссёр: Г. Гурвич — Хор
- 1988 — «Закат» И. Бабеля. Режиссёр: А. Гончаров — Клава Зубарева
- 1989 — «Уроки музыки» Л. Петрушевской. Режиссёр: С. Арцибашев — девушка в общежитии
- 1991 — «Виктория?..» Т. Реттигена. Режиссёр: А. Гончаров — Франческа
- 1995 — «Госпожа министерша» Б. Нушича. Режиссёр: А. Белинский — Госпожа Ната
- 1995 — «Театральный романс» по пьесе А. Толстого «Кукушкины слёзы». Режиссёр: А. Гончаров — Анюта
- 2000 — «Дети Ванюшина» С. Найденова. Режиссёр: А. Гончаров — Авдотья
- 2004 — «Женитьба» Н. Гоголя. Режиссёр: С. Арцибашев — Арина Пантелеймоновна, тётка
- 2004 — «Развод по-женски» Клер Бут Люс. Режиссёр: С. Арцибашев — Сильвия
- 2005 — «Спуск с горы Морган» Артур Миллера. Режиссёр: Л. Хейфец — Медсестра Логан
- 2009 — «Как поссорились…» Н. Гоголя. Режиссёр: С. Арцибашев — Гапка, ключница и домработница Ивана Ивановича, многодетная мать-одиночка; Прасковья Глебовна, жена Демьяна Демьяновича
- 2010 — «Не всё коту масленица» А. Островского. Режиссёр: Л. Хейфец — Дарья Федосеевна Круглова, вдова купца

### Государственный театр Владимира Назарова
- 2009 — «Продаётся детектор лжи» В. Сигарева. Режиссёр: В. Назаров — Надежда Бызова

### Продюсерский центр «Панорама»
- 2008 — «Любовь по-французски (Удачная сделка, или Сватовство)» по пьесе К. Манье «Блэз». Режиссёр: А. Бибилюров

## Фильмография
- 1980 — Цветы луговые — Галя большая
- 1981 — Отпуск за свой счёт — секретарша Юрия Николаевича (эпизодическая роль)
- 1982 — Василий Буслаев — Агния
- 1982 — Не ждали, не гадали — защитница животных
- 1986 — Жизнь Клима Самгина — Дуняша (Евдокия Стрешнева), певица и гитаристка, любовница Клима (поёт Евгения Смольянинова)
- 1988 — Роковая ошибка — Антонина, жена Сергея
- 1989 — Свой крест — Марья Климук
- 1991 — Группа риска — Тамара Сладкова, жена Юрия
- 1996 — Возвращение «Броненосца» — Виолетта, цвет одесской мафии
- 2001 — Лиса Алиса — директор элитной школы
- 2001 — Тайный знак — матушка Анна
- 2001 — Остановка по требованию 2 — Чулкова
- 2002 — Невозможные зелёные глаза — Люся, дачница
- 2002 — Дронго — жена Михеева
- 2002 — Тайга. Курс выживания — Людмила Тимофеевна
- 2003 — Next 3 — работница ЗАГСа
- 2003 — Ребята из нашего города — Алла
- 2003 — История весеннего призыва — Люба
- 2003 — Огнеборцы — Лолита
- 2003 — Радости и печали маленького лорда — Мэллори
- 2003 — Участок — Эльвира Бочкина, повариха
- 2004 — Ангел пролетел — клиентка Полины
- 2004 — Нежное чудовище — Маша Кравчук
- 2004 — Холостяки — мама Сони
- 2005 — Казус Кукоцкого — первая Валентина
- 2005 — Примадонна — Верунчик, мать Миледи
- 2005 — Продаётся детектор лжи — Надежда
- 2005 — Внимание, говорит Москва! — врач
- 2006 — Бес в ребро, или Великолепная четвёрка — Лариса, жена Бориса
- 2006 — Мёртвое поле — мать Петрова
- 2007 — И всё-таки я люблю… — мама Миши
- 2007 — Морская душа — Люба Береговая
- 2007 — Подруга банкира — Вера Миловская, мать Миледи
- 2007 — Путейцы — Вера Пантелеева, буфетчица
- 2007 — 2009 — Огонь любви — Тамара Ильина
- 2008 — Мины в фарватере — Нина Витальевна, жена Зуева
- 2008 — Пари на любовь — Марина, подруга Кати
- 2008 — Родные люди — Елизавета Максимовна Кузнецова, супруга Ивана Кузнецова, мать Оли и Ани Кузнецовых, старшая медсестра городской больницы
- 2010 — Выхожу тебя искать — Лиля, жена Панкратова
- 2010 — Карусель — Алла Павловна
- 2010 — Путейцы 2 — Вера Пантелеева, буфетчица
- 2011 — Вчера закончилась война — Мария Конюхова
- 2011 — Однажды в Бабен-Бабене — Паллада Львовна Каблучок, мэр
- 2011 — Навигатор — Зоя Петровна Кутикова
- 2012 — Молодожёны — Надя
- 2012 — Третий звонок — директор театра
- 2012 — Только о любви — Ирина Сергеевна, мать Саши
- 2013 — Букет — мать Тани
- 2014 — Дурак — Галина Разумихина, главбух
- 2014 — Там, где ты — мать Ольги
- 2015 — Врач — Галина Константиновна
- 2019 — Детективный синдром — Любовь Богдановна
- 2024 — Начнём всё снова — Ольга Петровна

### Телеспектакли
- 1984 — Закон зимовки (телеспектакль) — Ксения

### Дубляж мультфильмов
- 1941 — Дамбо — слониха (дубляж 2005 года)

## Награды
- Заслуженная артистка Российской Федерации (6 ноября 2012 года) — за заслуги в области искусства[2].
- Благодарность Президента Российской Федерации (17 апреля 2023 года) — за заслуги в развитии отечественной культуры и искусства, многолетнюю плодотворную деятельность[3].